# Экономика Грузинской ССР
Экономика Грузинской ССР — составная часть экономики СССР, расположенная на территории Грузинской ССР. Входила в Закавказский экономический район.

## Промышленность
Ведущие отрасли промышленности:
- электроэнергетика
- топливная
- чёрная металлургия
- машиностроение
- химическая
- лёгкая
- пищевкусовая

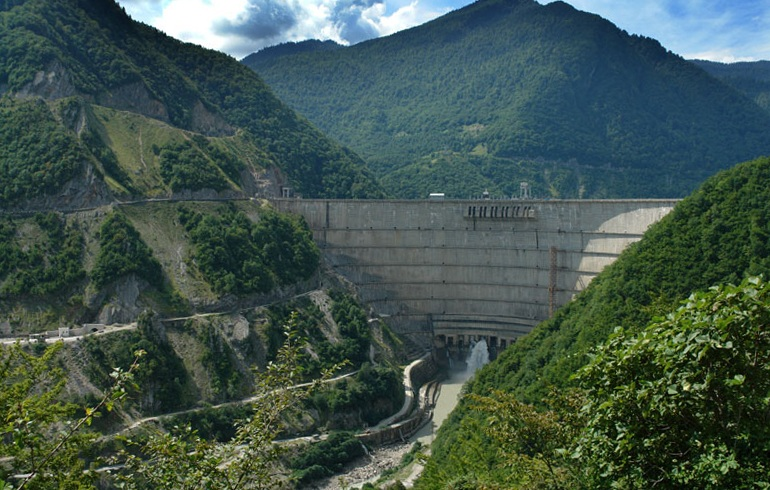
Ингурская ГЭС

Электроэнергетика была представлена в основном ГЭС, из них самая крупная — Ингури ГЭС, крупнейшая тепловая электростанция — Тбилисская ТЭЦ. Добывали каменный уголь (Ткибули, Ткварчели), марганцевые руды (Чиатура) и другое. Чёрная металлургия — в Рустави, Зестафони. Предприятия химической промышленности производили минеральные удобрения, химические волокна и другое (Рустави, Кутаиси). Быстро росла отрасль — машиностроение (станко-, электровозо- и автомобилестроение, сельскохозяйственное машиностроение, электротехническая промышленность, приборостроение), основные центры которой: Тбилиси, Кутаиси, Рустави, Батуми, Поти. Промышленность стройматериалов включала производство цемента (Каспи, Рустави), шифера, железобетонных изделий и другого. Развита лёгкая промышленность — шёлковая, шерстяная, хлопчатобумажная, трикотажная, кожевенно-обувная (Тбилиси, Кутаиси, Батуми, Гори). В пищевкусовой промышленности особенно выделялись чайная, винодельческая, консервная, табачная отрасли. Розлив минеральных вод («Боржоми»).

## Сельское хозяйство
В 1985 году в республике насчитывалось 594 совхозов и 719 колхозов. Сельскохозяйственные угодья составляли 3,2 млн га, из них:
- пашня — 0,8 млн га,
- пастбища — 2,0 млн га.

Площадь орошаемых земель — 0,46 млн га (1986 год), осушенных — 0,1536 млн га.
Земледелие давало свыше 71 % стоимости валовой продукции сельского хозяйства. Грузинская ССР — основная база субтропического хозяйства СССР. В причерноморских районах республики чайные (сбор чайного листа — 558,8 тыс. т в 1986 году) и цитрусовые насаждения, посадки тунга и другого. В восточной части Грузии ведущая роль принадлежит виноградарству (703 тыс. т в 1986 году) и плодоводству. Посевы зерновых (кукуруза, пшеница) и технических (табак, подсолнечник, сахарная свёкла) культур. Овощеводство (662 тыс. т в 1986 году). Мясо-молочное скотоводство и мясо-шерстное овцеводство. Поголовье (на 1987 год, в млн голов): крупный рогатый скот — 1,6, свиней — 1,2, овец и коз — 1,9. Шелководство.
В 1973-1985 года в Абашском районе Грузинской ССР была проведена успешная попытка децентрализации планирования и материального стимулирования в сельском хозяйстве, получившая название Абашский эксперимент. Реформа проводилась по инициативе Эдуарда Шеварднадзе, возглавлявшего на тот момент ЦК КП Грузии, оперативное управление экспериментом осуществлял секретарь абашского райкома КП Грузии Гурам Мгеладзе. Идея эксперимента была выдвинута Юрием Андроповым, ознакомившимся с подобными практиками в социалистической Венгрии. Эксперимент в Абаше привёл к значительному росту производительности труда в сельском хозяйстве района, продукция сельскохозяйственных культур и животноводства увеличилась в несколько раз и одновременно увеличилось материальное вознаграждение колхозников

## Транспорт

Центральный офис Министерства автомобильных дорог Грузинской ССР

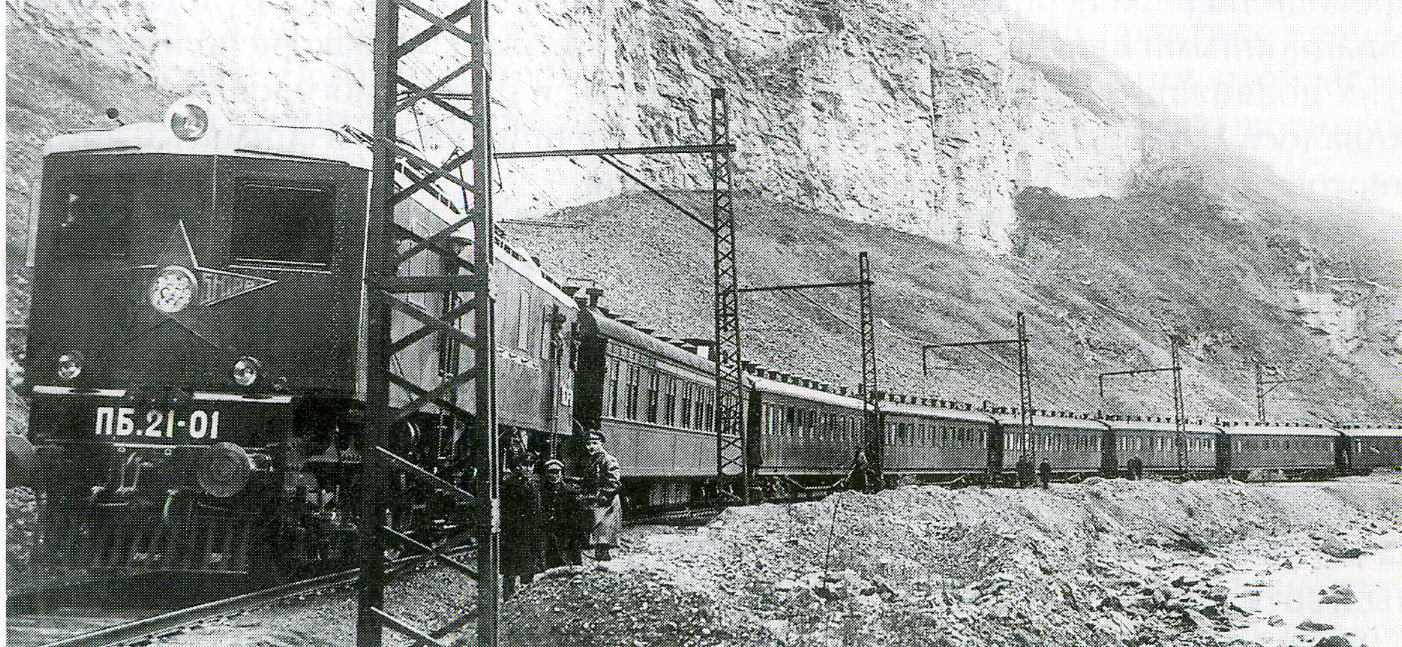
Испытания электровоза ПБ21 на Закавказской железной дороге в 1934-35 гг.

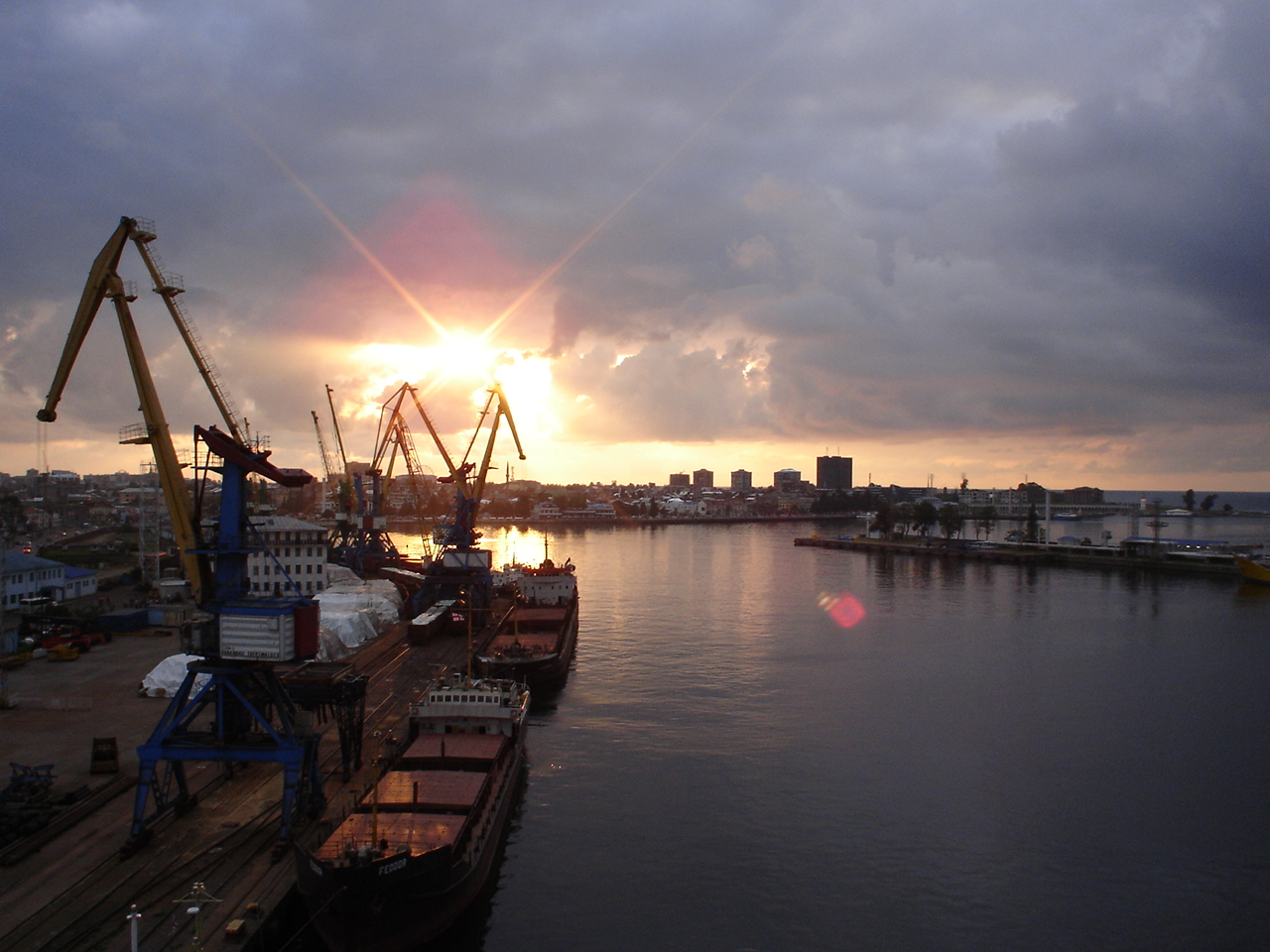
Батумский порт

Основной вид транспорта — железнодорожный. Эксплуатационная длина (на 1986 год):
- железных дорог — 1,54 тыс. км,
- автодорог — 21,5 тыс. км (в том числе с твёрдым покрытием — 19,9 тыс. км).

Основные морские порты: Батуми, Поти. По территории Грузинской ССР проходит нефтепровод Баку — Батуми, газопроводы из Азербайджанской ССР и Северного Кавказа.